# Pegi Nicol MacLeod

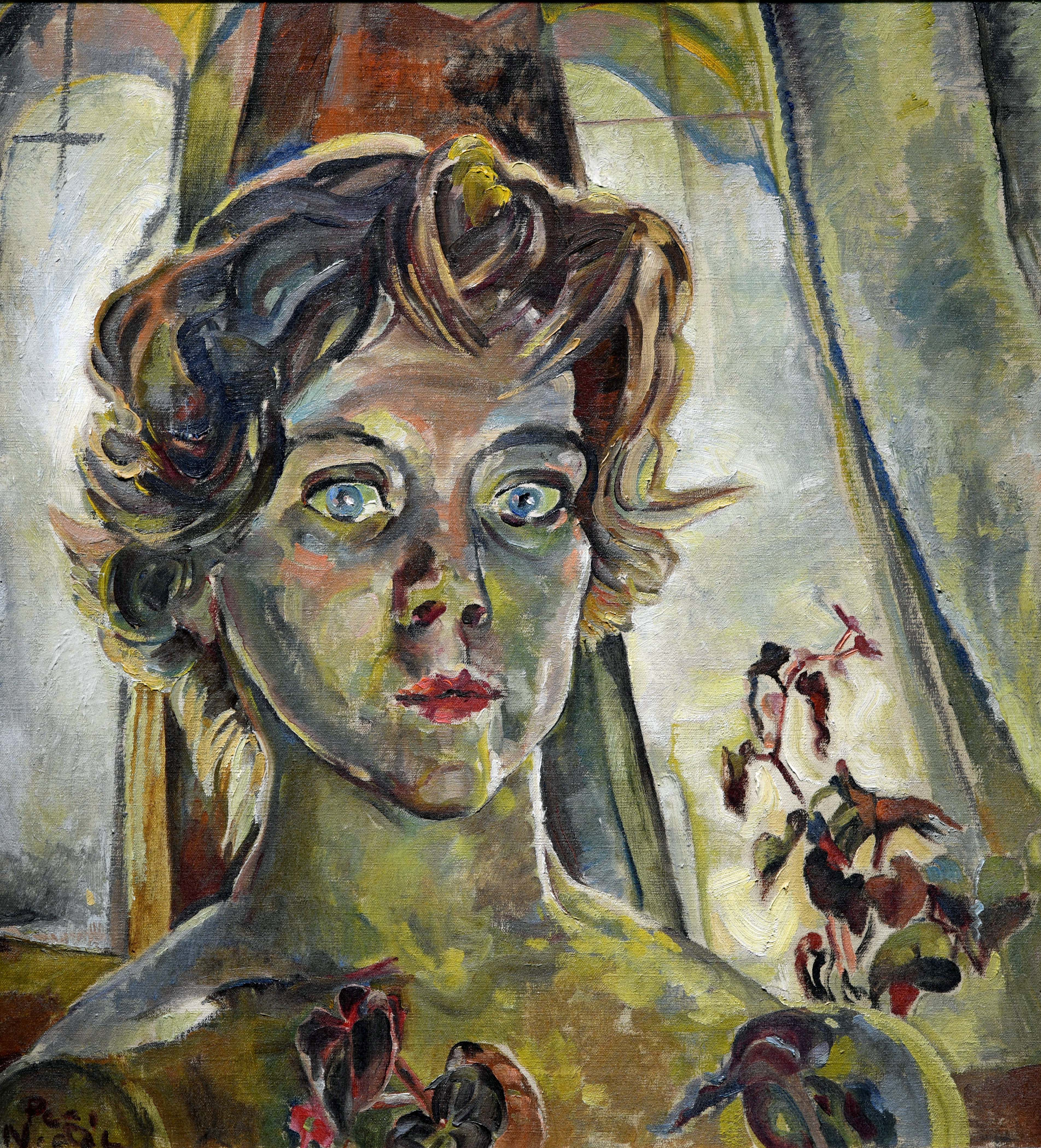
Self Portrait with Begonia (Selbstporträt mit Begonie), 1935

Pegi Nicol MacLeod (* 17. Januar 1904 in Listowel, Ontario; † 12. Februar 1949 in New York City) war eine kanadische Malerin, Lehrerin, Kriegskünstlerin und Kunstaktivistin.

## Leben
Pegi MacLeod, geboren als Margaret Nichol, erhielt ihre akademische Ausbildung an der Ottawa School of Art bei Franklin Brownell und an der École des Beaux-Arts in Montreal, wo sie ihre lebenslange Freundin, die Malerin Marian Scott, kennenlernte. In den Jahren 1927 und 1928 reiste sie auf Anraten des Anthropologen Marius Barbeau in den Westen Kanadas, um die Landschaft und die indigene Bevölkerung zu malen. Auf diesen Reisen lernte sie die Künstlerin Emily Carr kennen, deren Werk sie in ihrer künstlerischen Entwicklung maßgeblich beeinflusste. Ab 1934 arbeitete sie in Toronto zusammen mit dem Designer René Cera an Schaufensterdekorationen für die T. Eaton Co. Im folgenden Jahr begann sie, Illustrationen für das Canadian Forum zu zeichnen und zu schreiben, dessen Kunstredakteurin sie von 1935 bis 1936 wurde und wo sie an der Gründung der Picture Loan Society beteiligt war.
Nach ihrer Heirat mit Norman MacLeod zog sie 1937 nach New York, wo sie sich dem Straßenleben der Stadt widmete und zahlreiche Studien ihrer kleinen Tochter Jane malte. Zwischen 1940 und 1948 kehrte Pegi Nicol MacLeod nach Kanada zurück und unterrichtete im Sommer Kunst an der University of New Brunswick in Fredericton. Während des Zweiten Weltkriegs erhielt MacLeod den Auftrag, die Frauendivision der kanadischen Streitkräfte zu malen, um den Krieg aus weiblicher Perspektive darzustellen. Nach dem Krieg kehrte Pegi Nicol MacLeod zu den Stadtansichten von New York zurück und stellte 1947 ihre Werke unter dem Titel Manhattan Cycle in Toronto, Ottawa und Fredericton aus. 

## Werk

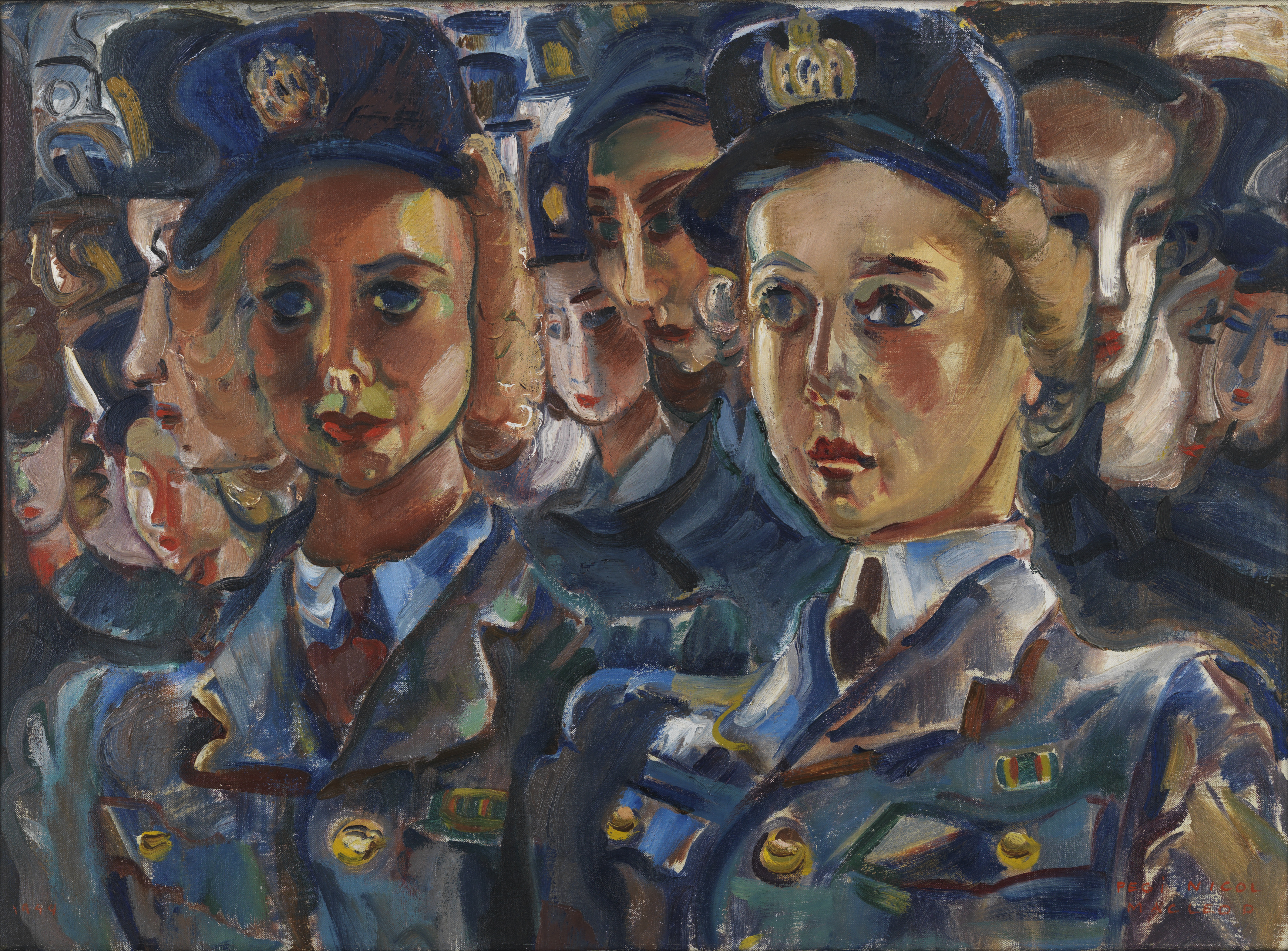
Unbetiteltes Gemälde, 1944. Canadian War Museum / Musée Canadien de la Guerre

Pegi Nicol MacLeod war Mitglied der Canadian Society of Painters in Watercolour und der Canadian Group of Painters. In ihren frühen Landschaftsbildern lassen sich Einflüsse der Group of Seven erkennen. Pegi Nicol MacLeods Werk umfasst Porträts, Landschaften und Stadtansichten, die oft einen nachdenklichen und humanitären Blick vermitteln. Die Aquarelle und Ölgemälde von Pegi Nicol MacLeod zeichnen sich durch geschwungene Linien und dynamische Farben aus. Die Künstlerin findet ihre Motive in ihrer Umgebung – Kinder, Gärten und belebte Straßenszenen in der Stadt – und vermittelt so die Energie und Hektik des täglichen Lebens. Ab 1933 begann sie in einem expressiveren Stil zu malen und experimentierte bald mit sich wiederholenden Ansichten, die sie kaleidoskopisches Sehen nannte. Zu Pegi Nicol MacLeods Werken gehören A Descent of Lilies (1935), Cold Window (1937), Flower Market I und Flower Market II sowie Illustrationen für ein unveröffentlichtes Buch von Lillian Zanet, Webster the Pig (ca. 1942).